# 陈佑甫
陈佑甫（1921年11月—1996年3月），湖南省新化县槎溪镇人。中國人民志願軍特等功臣。

## 生平
生于贫农家庭。兄弟三人，排行最小。不到10岁,给地主放牛。被抓壮丁入伍。1949年12月参加了中国人民解放军，在第四野战军汽车三团任驾驶员。
1951年3月,随部队入朝参加抗美援朝。驾驶嘎斯51卡车，在朝鲜战地执行运输任务。部队大多数司机都换了两三辆车，也有四五辆的。陈佑甫从来没有因空袭或事故损失汽车，为此被评为志愿军特等功臣。1951年12月至1953年7月,创造了安全行车60834公里的志愿军战地纪录。汽车挡板被敌机空袭打了40多个弹孔，轮胎被打爆很多次，而机件完好，一直没有大修。由于贡献突出,获得二等功1次、三等功4次，朝鲜共和国二级国旗勋章1枚、其它勋章8枚。作为志愿军国庆观礼团成员参加1953年天安门国庆观礼。1956年随部队回国，入文化干校学习一年。1959年3月从青藏公路进藏执行平叛军事运输任务，提升为连长。调任团汽车训练队队长。
1965年5月转业到南县，历任县印刷厂党支部副书记、副厂长、党支部书记。1969年12月调任南县汽车站（益阳汽车运输总公司南县客运公司）党支部书记。1986年退休。1996年3月,因患淋巴癌逝世。